# Die spät bezahlte Schuld

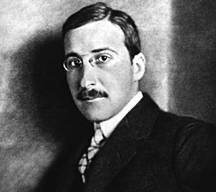
Stefan Zweig (ca. 1912)

Die spät bezahlte Schuld ist eine Erzählung des österreichischen Autors Stefan Zweig.

## Entstehung und Veröffentlichung
Zweig fertigte bereits 1935 einen ersten Entwurf von Die spät bezahlte Schuld an und überarbeitete das Werk Anfang des Jahres 1941 mit neuen Handlungselementen. Motivert war diese Neufassung wahrscheinlich vom Broterwerb im Exil. Es handelte sich um eine seiner letzten Novellen; schon im folgenden Jahr beging er mit seiner Ehefrau Charlotte Altmann Suizid. Die Novelle erschien erstmals in einer gekürzten englischen Fassung in der Chicago Sunday Tribune unter dem Titel The Debt am 29. Juni 1941. 1942 wurde Die spät bezahlte Schuld unter dem Titel Dívida tardiamente paga mit der Schachnovelle und War er es? in portugiesischer Übersetzung in der Sammlung As três paixões. Três novelas beim Verleger Abraham Koogan veröffentlicht. Das deutsche Original wurde in Fortsetzung vom 15. September bis zum 13. Oktober 1951 in Der Presse herausgebracht.

## Inhalt
Die spät bezahlte Schuld spielt in einem südtiroler Bergdorf nördlich von Bozen, wohin die Erzählerin Margaret sich zurückgezogen hatte und von dem sie ihrer Jugendfreundin Ellen schreibt. Dort begegnet sie einem alten, runtergekommenen Mann, der mit seiner theatralischen Gestik und seiner pathetischen Ausdrucksweise ihre Aufmerksamkeit auf sich zieht. Die Wirtin ihres Gasthauses berichtet ihr, dass es sich bei dem Mann um den alten Schauspieler Peter Sturzentaler (auch bekannt als Sturz) handle. Dieser früher von Margaret und Ellen verehrte Schauspieler des provinziellen Innsbrucker Stadttheaters war nunmehr so in Vergessenheit geraten, dass er seine letzten Tage im Armenhaus zubringen musste. Margaret erinnert sich nun an die Theatermanie ihrer Jugend und dem Fall des Sturz, der nach einem Streit mit dem Direktor das Theater verlassen musste. Aus Verzweiflung folgte die junge Margaret ihm in sein Haus, flehte ihn an, zu bleiben, und bot ihm sogar an, dass er mit ihr tun könne, was er wolle. Dafür, dass Sturz ihr Angebot ablehnte und sie so vor einem großen Fehler bewahrte, steht Margaret ihrer eigenen Meinung nach ihm jahrelang in der Schuld. Diese begleicht sie, indem sie diesen Abend in einer Rede die alte Schauspielkunst des Sturz lobt. Dabei stellt sie den eigentlichen Provinzschauspieler auf eine Stufe mit dem Ensemble des angesehenen Burgtheaters. Ihre Rede stellt das Ansehen Sturz′ bei den Dorfbewohnern wieder her. Am folgenden Tag hinterlässt sie ihrem alten Idol ein Dankesbrief und verlässt das Dorf.

## Rezeption und Forschung
Die Erzählung wurde in der Forschung bisher nur wenig rezipiert. Susanne Bach führt dies darauf zurück, dass die Novelle von geringerer Qualität als das restliche Werk Zweigs sei. Möglich ist, dass der alternde Autor sich mit der Figur des Sturz, dessen künstlerische Karriere schon geendet hatte, identifizieren konnte. Jean-Pierre Lefebvre diskutiert in Bezug auf die Novelle die verschiedenen Facetten der Schuld. Außerdem hebt er hervor, dass Margarets Begegnung mit einer alten Jugendliebe und damit ihren unterdrückten sexuellen Begierden an Sigmund Freud erinnern. Dieser wird von Margaret in der Novelle auch explizit erwähnt.
Eine Verfilmung für den Bayerischen Rundfunk wurde 1989 mit Christiane Hörbiger als Margaret und Klausjürgen Wussow als Peter Sturz von Guy Kubli gemacht.